# Curling-Weltmeisterschaft der Damen 2017
Die CPT Curling-Weltmeisterschaft der Damen 2017 fand vom 18. bis 26. März 2017 im Hauptstadt-Hallenstadion in Peking, Volksrepublik China statt.

## Qualifikation
Die folgenden Nationen qualifizierten sich für eine Teilnahme an den Curling-Weltmeisterschaften der Damen 2017:
- Volksrepublik China (ausrichtende Nation)
- zwei Teams aus der Amerika-Zone
  -  Kanada
  -  Vereinigte Staaten
- die acht besten Teams der Curling-Europameisterschaft 2016
  -  Russland
  -  Schweden
  -  Schottland
  -  Tschechien
  -  Dänemark
  -  Schweiz
  -  Deutschland
  -  Italien
- ein Team von der Curling-Pazifik-Asienmeisterschaft 2016
  -  Südkorea

## Teams
| Dänemark | Deutschland | Italien |
| --- | --- | --- |
| Hvidovre CC, Hvidovre Skip: Lene Nielsen Third: Madeleine Dupont Second: Stephanie Risdal Lead: Charlotte Clemmensen Alternate: Denise Dupont | CC Füssen, Füssen Skip: Daniela Jentsch Third: Josephine Obermann Second: Analena Jentsch Lead: Pia-Lisa Schöll Alternate: Emira Abbes     | CC Lago Santo, Cembra Skip: Diana Gaspari Third: Veronica Zappone Second: Chiara Olivieri Lead: Arianna Losano Alternate: Denise Pimpini |
| Kanada | Russland | Schottland |
| Ottawa CC, Ottawa Skip: Rachel Homan Third: Emma Miskew Second: Joanne Courtney Lead: Lisa Weagle Alternate: Cheryl Kreviazuk                 | Moskvitch CC, Moskau Skip: Anna Sidorowa Third: Margarita Fomina Second: Alina Kowaljowa Lead: Nkeiruka Jesech Alternate: Alexandra Rajewa | Dunkeld CC, Pitlochry Skip: Eve Muirhead Third: Anna Sloan Second: Vicki Adams Lead: Lauren Gray Alternate: Kelly Schafer                |
| Schweden | Schweiz | Südkorea |
| Sundbybergs CK, Sundbyberg Skip: Anna Hasselborg Third: Sara McManus Second: Agnes Knochenhauer Lead: Sofia Mabergs Alternate: Jennie Wåhlin  | CC Baden Regio, Baden Skip: Alina Pätz Third: Nadine Lehmann Second: Marisa Winkelhausen Lead: Nicole Schwägli Alternate: Briar Hürlimann  | GyeongBuk Uiseong CC, Uiseong Skip: Kim Eun-jung Third: Kim Kyeong-ae Second: Kim Seon-yeong Lead: Kim Yeong-mi Alternate: Kim Cho-hi    |
| Tschechien | Vereinigte Staaten | Volksrepublik China |
| CC Sokol Liboc, Prag Skip: Anna Kubešková Third: Alžběta Baudyšová Second: Tereza Plíšková Lead: Klára Svatoňová Alternate: Ezhen Kolčevská   | Madison CC, Madison Skip: Nina Roth Third: Tabitha Peterson Second: Aileen Geving Lead: Becca Hamilton Alternate: Cory Christensen         | Harbin CC, Harbin Skip: Wang Bingyu Third: Wang Rui Second: Liu Jinli Lead: Zhou Yan Alternate: Yang Ying                                |

## Round Robin Endstand
| Schlüssel | Schlüssel                     |
| --------- | ----------------------------- |
|           | Qualifiziert für die Playoffs |

| Rang | Team                | Skip            | W  | L  | PF | PA | Ends Gewonnen | Ends Verloren | Punktlose Ends | Gestohlene Ends | Treffer %. | DSC   |
| ---- | ------------------- | --------------- | -- | -- | -- | -- | ------------- | ------------- | -------------- | --------------- | ---------- | ----- |
| 1    | Kanada              | Rachel Homan    | 11 | 0  | 88 | 51 | 46            | 34            | 19             | 10              | 85 %       | 37.13 |
| 2    | Russland            | Anna Sidorowa   | 8  | 3  | 89 | 69 | 50            | 41            | 11             | 16              | 81 %       | 65.78 |
| 3    | Schweden            | Anna Hasselborg | 8  | 3  | 77 | 55 | 47            | 38            | 15             | 9               | 84 %       | 28.94 |
| 4    | Schottland          | Eve Muirhead    | 7  | 4  | 72 | 67 | 44            | 42            | 17             | 9               | 82 %       | 40.74 |
| 5    | Vereinigte Staaten  | Nina Roth       | 6  | 5  | 72 | 69 | 51            | 47            | 10             | 15              | 79 %       | 41.70 |
| 6    | Südkorea            | Kim Eun-Jung    | 5  | 6  | 79 | 74 | 51            | 46            | 7              | 15              | 78 %       | 31.94 |
| 7    | Tschechien          | Anna Kubešková  | 5  | 6  | 65 | 78 | 42            | 47            | 11             | 10              | 73 %       | 51.86 |
| 8    | Schweiz             | Alina Pätz      | 5  | 6  | 83 | 76 | 44            | 44            | 10             | 10              | 78 %       | 42.94 |
| 9    | Deutschland         | Daniela Jentsch | 5  | 6  | 62 | 66 | 41            | 39            | 22             | 9               | 75 %       | 43.23 |
| 10   | Italien             | Diana Gaspari   | 3  | 8  | 55 | 83 | 36            | 49            | 13             | 6               | 71 %       | 68.72 |
| 11   | Volksrepublik China | Wang Bingyu     | 2  | 9  | 61 | 85 | 45            | 53            | 10             | 7               | 74 %       | 48.07 |
| 12   | Dänemark            | Lene Nielsen    | 1  | 10 | 56 | 86 | 34            | 51            | 17             | 2               | 75 %       | 49.88 |

## Playoffs
|  | Page-Playoffs | Page-Playoffs | Page-Playoffs |   |          | Halbfinale | Halbfinale | Halbfinale |          |   | Finale | Finale | Finale |
|  |               |               |               |   |          |            |            |            |          |   |        |        |        |
|  | 1             | Kanada        | 7             |   |          |            |            |            |          |   |        |        |        |
|  | 2             | Russland      | 3             |   |          |            |            |            |          | 1 | Kanada | 9      |        |
|  | 2             | Russland      | 3             | 2 | Russland | 9          |            |            |          | 1 | Kanada | 9      |        |
|  |               |               |               | 2 | Russland | 9          |            | 2          | Russland | 6 |        |        |        |
|  |               | 3             | Schweden      | 3 |          |            |            | 2          | Russland | 6 |        |        |        |
|  | 3             | 3             | Schweden      | 3 | Schweden | 8          |            |            |          |   |        |        |        |
|  | 3             |               |               |   | Schweden | 8          |            |            |          |   |        |        |        |
|  | 4             | Schottland    | 5             |   |          |            |            |            |          |   |        |        |        |

|  | Spiel um Platz 3 |            |   |
|  |                  |            |   |
|  |                  |            |   |
|  | 4                | Schottland | 6 |
|  | 3                | Schweden   | 4 |

### 1. gegen 2.
Freitag 24. März, 19.00 Uhr
| Team     |    | 1 | 2 | 3 | 4 | 5 | 6 | 7 | 8 | 9 | 10 | Gesamt |
| -------- | -- | - | - | - | - | - | - | - | - | - | -- | ------ |
| Kanada   | 🔨 | 0 | 1 | 0 | 2 | 1 | 0 | 1 | 1 | 1 | X  | 7      |
| Russland |    | 0 | 0 | 2 | 0 | 0 | 1 | 0 | 0 | 0 | X  | 3      |

### 3. gegen 4.
Samstag 25. März, 14:00
| Team     |    | 1 | 2 | 3 | 4 | 5 | 6 | 7 | 8 | 9 | 10 | Gesamt |
| -------- | -- | - | - | - | - | - | - | - | - | - | -- | ------ |
| Russland | 🔨 | 0 | 0 | 1 | 0 | 1 | 0 | 2 | 0 | 1 | X  | 5      |
| Kanada   |    | 1 | 1 | 0 | 1 | 0 | 2 | 0 | 3 | 0 | X  | 8      |

### Halbfinale
Samstag 26. März, 19:00
| Team     |    | 1 | 2 | 3 | 4 | 5 | 6 | 7 | 8 | Gesamt |
| -------- | -- | - | - | - | - | - | - | - | - | ------ |
| Russland |    | 2 | 0 | 0 | 1 | 0 | 0 | 3 | 3 | 9      |
| Schweden | 🔨 | 0 | 0 | 1 | 0 | 2 | 0 | 0 | 0 | 3      |

### Spiel um Platz 3
Sonntag, 26. März, 10.00 Uhr
| Team       |    | 1 | 2 | 3 | 4 | 5 | 6 | 7 | 8 | 9 | 10 | Gesamt |
| ---------- | -- | - | - | - | - | - | - | - | - | - | -- | ------ |
| Schottland |    | 0 | 0 | 0 | 1 | 0 | 2 | 0 | 1 | 1 | 1  | 6      |
| Schweden   | 🔨 | 0 | 2 | 0 | 0 | 1 | 0 | 1 | 0 | 0 | 0  | 4      |

### Finale
Sonntag, 26. März, 15:00
| Team     |    | 1 | 2 | 3 | 4 | 5 | 6 | 7 | 8 | 9 | 10 | Gesamt |
| -------- | -- | - | - | - | - | - | - | - | - | - | -- | ------ |
| Russland | 🔨 | 0 | 0 | 0 | 0 | 1 | 0 | 2 | 0 | X | X  | 3      |
| Kanada   |    | 0 | 2 | 1 | 0 | 0 | 3 | 0 | 2 | X | X  | 8      |